# Coupe de France de cyclisme sur route 2015
Navigation
Coupe de France 2014 Coupe de France 2016
La Coupe de France de cyclisme sur route 2015 est la 24e édition de la Coupe de France de cyclisme sur route. Elle a débuté le 1er février avec le Grand Prix d'ouverture La Marseillaise et s'est terminée le 4 octobre avec le Tour de Vendée. Pour cette édition, la Roue tourangelle et le Grand Prix de Fourmies sont intégrés au calendrier de la Coupe de France. Ils remplacent numériquement le Grand Prix de la Somme et Châteauroux Classic de l'Indre (course annulée).

## Attribution des points

### Classements individuels
Seuls les coureurs français et les coureurs étrangers des équipes françaises marquent des points correspondant à leur classement réel dans chaque épreuve. Le classement général s'établit par l'addition des points ainsi obtenus. Les coureurs de moins de 25 ans concourent pour le classement du meilleur jeune.
| Position | 1  | 2  | 3  | 4  | 5  | 6  | 7  | 8  | 9  | 10 | 11 | 12 | 13 | 14 | 15 |
| Points   | 50 | 35 | 25 | 20 | 18 | 16 | 14 | 12 | 10 | 8  | 6  | 5  | 3  | 3  | 3  |

### Classement par équipes
Le classement par équipes est établi de la manière suivante. Lors de chaque course, on additionne les places des trois premiers coureurs de chaque équipe. L'équipe avec le total le plus faible reçoit 12 points au classement des équipes, la deuxième équipe en reçoit neuf, la troisième équipe en reçoit huit et ainsi de suite jusqu'à la neuvième équipe qui marque deux points. Seules les équipes françaises marquent des points.
| Position | 1  | 2 | 3 | 4 | 5 | 6 | 7 | 8 | 9 |
| Points   | 12 | 9 | 8 | 7 | 6 | 5 | 4 | 3 | 2 |

## Résultats
| Date         | Course                                 | Vainqueur          | Équipe                       | Leader du classement individuel  | Leader du classement par équipes |
| 1er février  | Grand Prix d'ouverture La Marseillaise | Pim Ligthart       | Lotto-Soudal                 | Kenneth Vanbilsen                | Roubaix Lille Métropole          |
| 21 mars      | Classic Loire-Atlantique               | Alexis Gougeard    | AG2R La Mondiale             | Alexis Gougeard                  | Roubaix Lille Métropole          |
| 22 mars      | Cholet-Pays de Loire                   | Pierrick Fédrigo   | Bretagne-Séché Environnement | Pierrick Fédrigo Alexis Gougeard | Roubaix Lille Métropole          |
| 3 avril      | Route Adélie de Vitré                  | Romain Feillu      | Bretagne-Séché Environnement | Baptiste Planckaert              | Roubaix Lille Métropole          |
| 5 avril      | Paris-Camembert                        | Julien Loubet      | Marseille 13 KTM             | Pierrick Fédrigo                 | Bretagne-Séché Environnement     |
| 16 avril     | Grand Prix de Denain                   | Nacer Bouhanni     | Cofidis                      | Nacer Bouhanni                   | Bretagne-Séché Environnement     |
| 18 avril     | Tour du Finistère                      | Tim De Troyer      | Wanty-Groupe Gobert          | Pierrick Fédrigo                 | Bretagne-Séché Environnement     |
| 19 avril     | Tro Bro Leon                           | Alexandre Geniez   | FDJ                          | Pierrick Fédrigo                 | Bretagne-Séché Environnement     |
| 26 avril     | Roue tourangelle                       | Lorrenzo Manzin    | FDJ                          | Pierrick Fédrigo                 | Bretagne-Séché Environnement     |
| 30 mai       | Grand Prix de Plumelec-Morbihan        | Alexis Vuillermoz  | AG2R La Mondiale             | Pierrick Fédrigo                 | Bretagne-Séché Environnement     |
| 31 mai       | Boucles de l'Aulne                     | Alo Jakin          | Auber 93                     | Pierrick Fédrigo                 | Bretagne-Séché Environnement     |
| 2 août       | Polynormande                           | Olivier Naesen     | Topsport Vlaanderen-Baloise  | Pierrick Fédrigo                 | Bretagne-Séché Environnement     |
| 6 septembre  | Grand Prix de Fourmies                 | Fabio Felline      | Trek Factory Racing          | Pierrick Fédrigo                 | Bretagne-Séché Environnement     |
| 13 septembre | Tour du Doubs                          | Eduardo Sepúlveda  | Bretagne-Séché Environnement | Pierrick Fédrigo                 | Bretagne-Séché Environnement     |
| 20 septembre | Grand Prix d'Isbergues                 | Nacer Bouhanni     | Cofidis                      | Nacer Bouhanni                   | Bretagne-Séché Environnement     |
| 4 octobre    | Tour de Vendée                         | Christophe Laporte | Cofidis                      | Nacer Bouhanni                   | Bretagne-Séché Environnement     |

## Classements

### Classement individuel
| # | Coureur             | Équipe                       | Pts |
| - | ------------------- | ---------------------------- | --- |
| 1 | Nacer Bouhanni      | Cofidis                      | 178 |
| 2 | Baptiste Planckaert | Roubaix Lille Métropole      | 172 |
| 3 | Pierrick Fédrigo    | Bretagne-Séché Environnement | 151 |
| 4 | Samuel Dumoulin     | AG2R La Mondiale             | 103 |
| 5 | Julien Loubet       | Marseille 13 KTM             | 91  |
| 6 | Alexandre Geniez    | FDJ                          | 80  |
| 7 | Maxime Renault      | Auber 93                     | 70  |
| 8 | Romain Feillu       | Bretagne-Séché Environnement | 65  |
| 9 | Julien Simon        | Cofidis                      | 63  |
| 9 | Steven Tronet       | Auber 93                     | 63  |

### Classement individuel des jeunes
| #  | Coureur            | Équipe                       | Pts |
| -- | ------------------ | ---------------------------- | --- |
| 1  | Nacer Bouhanni     | Cofidis                      | 178 |
| 2  | Maxime Renault     | Auber 93                     | 69  |
| 3  | Lorrenzo Manzin    | FDJ                          | 62  |
| 4  | Christophe Laporte | Cofidis                      | 53  |
| 5  | Alexis Gougeard    | AG2R La Mondiale             | 50  |
| 5  | Eduardo Sepulveda  | Bretagne-Séché Environnement | 50  |
| 7  | Romain Combaud     | Armée de Terre               | 46  |
| 8  | Rudy Barbier       | Roubaix Lille Métropole      | 45  |
| 9  | Florian Sénéchal   | Cofidis                      | 41  |
| 10 | Kenneth Vanbilsen  | Cofidis                      | 35  |
| 10 | Clément Venturini  | Cofidis                      | 35  |

### Par équipes
| # | Équipe                       | Pts |
| - | ---------------------------- | --- |
| 1 | Bretagne-Séché Environnement | 139 |
| 2 | Auber 93                     | 126 |
| 3 | Roubaix Lille Métropole      | 118 |
| 4 | Marseille 13 KTM             | 101 |
| 5 | Armée de Terre               | 95  |
| 6 | FDJ                          | 88  |
| 7 | Europcar                     | 74  |
| 8 | Cofidis                      | 68  |
| 9 | AG2R La Mondiale             | 63  |